# Isabelle Thorpe
Pour les articles homonymes, voir Thorpe.
Isabelle Thorpe, née le 4 mars 2001 à Bristol, est une nageuse artistique britannique. Avec Kate Shortman, elle est double médaillée mondiale (2024) et médaillée de bronze aux jeux Olympiques de 2024.

## Carrière
Sa mère, Karen Thorpe est une nageuse artistique de niveau mondial, qui concourait avec la mère de Kate Shortman, Maria, dans les années 1980. Elle rencontre Kate Shortman à la Clifton High School alors que les deux filles n'ont que 10 ans.
En 2019, elle rate la finale des championnats du monde pour 0.7000 points avec 83.8000 points, deux ans après avoir fini 16e des mondiaux avec un score de 82.5667 points.
Sélectionnée pour les Jeux olympiques d'été de 2020, elle termine à la 15e place du duo avec Shortman avec un score de 84.73333 points. Lors des Championnats d'Europe 2020, Shortman et Thorpe battent leur record personnel en duo libre avec un score de 85.800 points.
Aux Championnats du monde 2024, Thorpe et Shortman remportent deux médailles, leurs premières médailles au niveau mondial.  Elles remportent la médaille d'argent en duo technique avec un score de 259.560 points derrière les Chinoises Wang Liuyi et Qianyi, grâce à un programme inspiré par Big Ben. Elles sont également médaillées de bronze en duo libre avec un socre de 247.260 points derrière les Chinoises (250.770) et les Néerlandaises (250.490) lors d'un programme inspiré par les phénix. Ces deux médailles leur offrent un billet pour les Jeux de 2024. Quelques mois plus tard aux Jeux olympiques d'été de 2024, la paire remporte la première médaille britannique en natation artistique avec l'argent en duo. Elles sont également la seule paire à ne pas être des jumelles dans le Top 5.

## Palmarès
| Date | Compétition           | Lieu     | Place | Catégorie     |
| ---- | --------------------- | -------- | ----- | ------------- |
| 2023 | Jeux européens        | Cracovie | 3e    | Duo libre     |
| 2024 | Championnats d'Europe | Belgrade | 2e    | Duo technique |
| 2024 | Championnats d'Europe | Belgrade | 2e    | Duo libre     |
| 2024 | Championnats du monde | Doha     | 2e    | Duo technique |
| 2024 | Championnats du monde | Doha     | 3e    | Duo libre     |
| 2024 | Jeux olympiques       | Paris    | 2e    | Duo           |